# 한신 고속도로 17호 니시오사카선

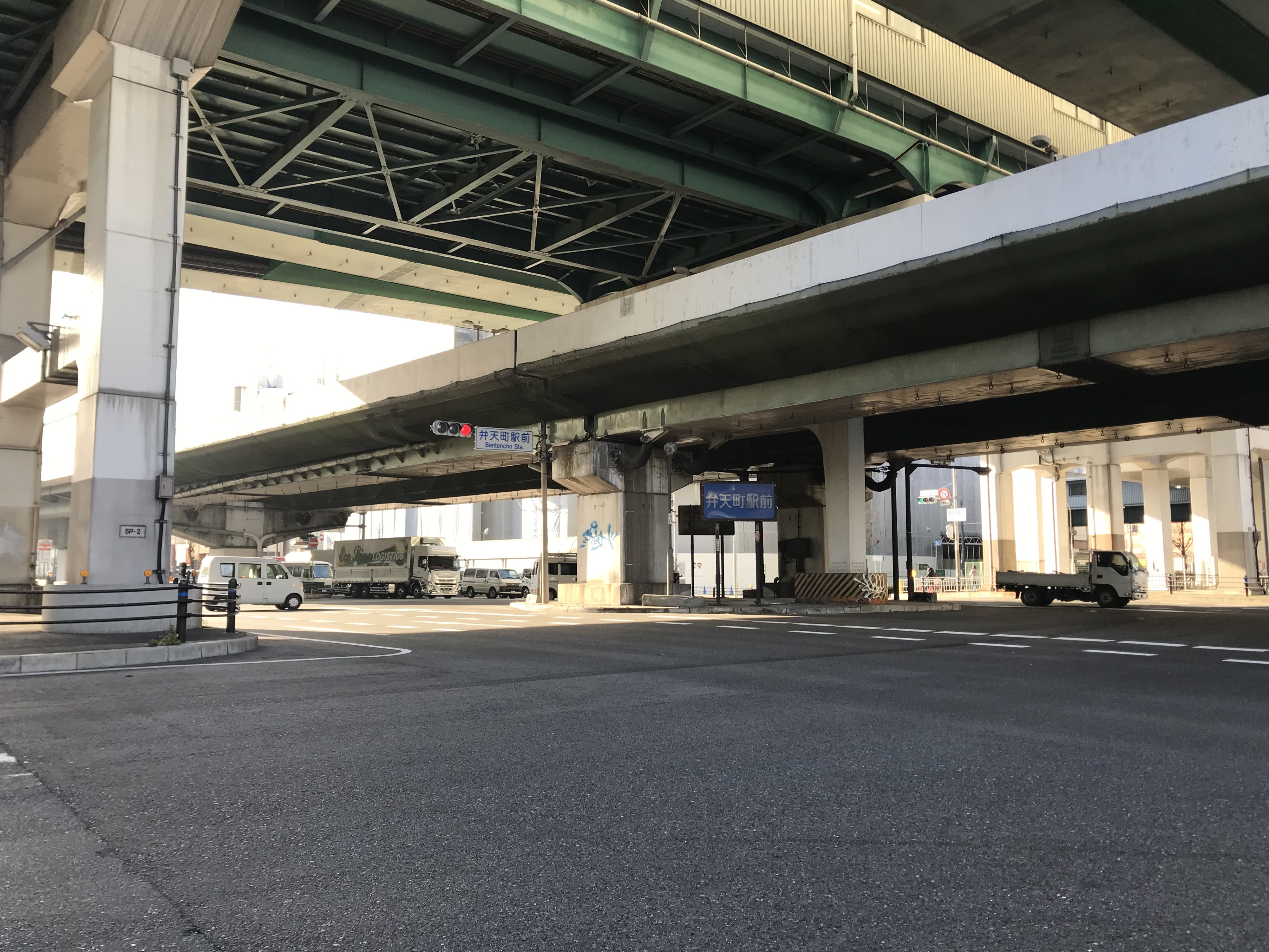
벤텐초역앞 교차로의 입체 교차로 중단부에는 한신 고속도로 17호가, 상단부에는 한신 고속도로 16호 오사카항 선이, 하단부에는 지하철 주오 선이 각각 놓인 상태이다.

한신 고속도로 17호 니시오사카 선(일본어: 阪神高速17号西大阪線, Route 17 Nishi-Osaka Line)은 오사카부 오사카시의 미나미히라키 분기점에서 아지가와 출입구까지 이어주는 총 연장 3.8 km의 거리를 가진 한신 고속도로 노선망이다. 그러나 이 도로는 한신 고속도로 노선 전체 중에서 가장 짧은 도로망으로 구성되어 있다.

## 개요
도로 전체가 국도 제43호선의 내측에 있는 유료 부분의 측면이 가장 강한 도로이기도 하다. 그러나 해당 구간만 이용하게 될 경우 특정 구간의 요금으로 적용된다. 그 외에도 1호 환상선으로부터 분리독립된 구조로 이루어져 있는 것이 과거에 계획된 제2순환선의 일부였기 때문이다. 아울러 오사카시 미나토구에서는 한신 고속도로 16호 오사카항 선과 벤텐초 출입구 부근에 입체 교차로로 연결시켜 주는 분기점에 의해 접속되어 있지 않는 상태이기도 하다.

## 노선명
- 오사카시도 고속도로 니시오사카 선

## 접촉 고속도로
- 한신 고속도로 15호 사카이 선 (미나미히라키 분기점(일본어판))

## 연혁
- 1970년 3월 13일 : 전 구간 개통

## 차선 및 최고속도
- 미나미히라키 분기점 - 기타쓰모리 출입구 : 2차선으로 운용되고 있어, 양방향 상행과 하행이 각각 1개의 차선으로 구성, 시속 50km/h로 제한
- 기타쓰모리 출입구 - 다이쇼히가시 출입구 : 5차선[2]으로 이루어져 있어, 시속 60km/h로 제한
- 다이쇼히가시 출입구 - 아지카와 출입구 : 4차선으로 운용되고 있어, 양방향 모두 상행과 하행이 각각 2개의 차선으로 구성, 시속 60km/h로 제한